# Alp (folklore)
Pour les articles homonymes, voir Alp.

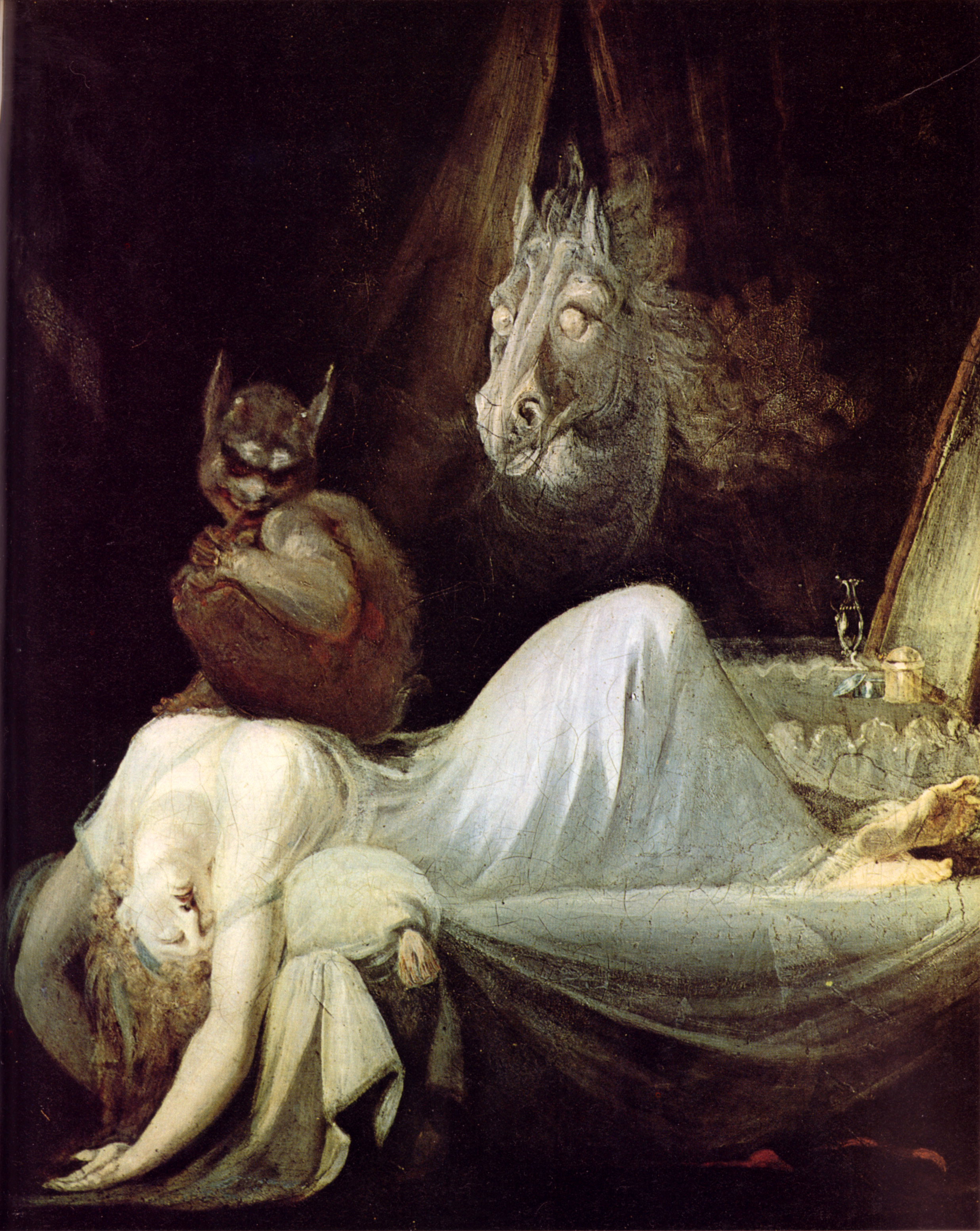
«Nachtmahr» («Cauchemar»), de Johann Heinrich Füssli (1802), représente un Alp assis sur la poitrine du dormeur, avec une mara regardant à travers l'arrière-plan.

Un Alp est une créature fantastique des croyances allemandes. Il provient vraisemblablement de l'elfe, mais a fait l'objet d'un syncrétisme important par assimilation aux créatures du cauchemar. Les témoignages en parlent comme du double d'une personne endormie. 